# Генераловка (Омская область)
Генераловка — деревня в Одесском районе Омской области, входит в Лукьяновское казачье сельское поселение.

## История
Основана в 1906 году переселенцами-казаками из одноимённого села Области Войска Донского.
В 1926 году насчитывалось 153 дворов, 783 человека из них 416 мужчин и 367 женщин.

## Население
| 1926 | 2010 |
| ---- | ---- |
| 783  | ↘431 |